# Marcel Roche (peintre)
Pour les articles homonymes, voir Marcel Roche et Roche (homonymie).
Marcel Ferdinand Roche, né à Paris le 27 juin 1890 et mort dans la même ville le 4 mars 1959, est un peintre, dessinateur, graveur et illustrateur français.

## Biographie

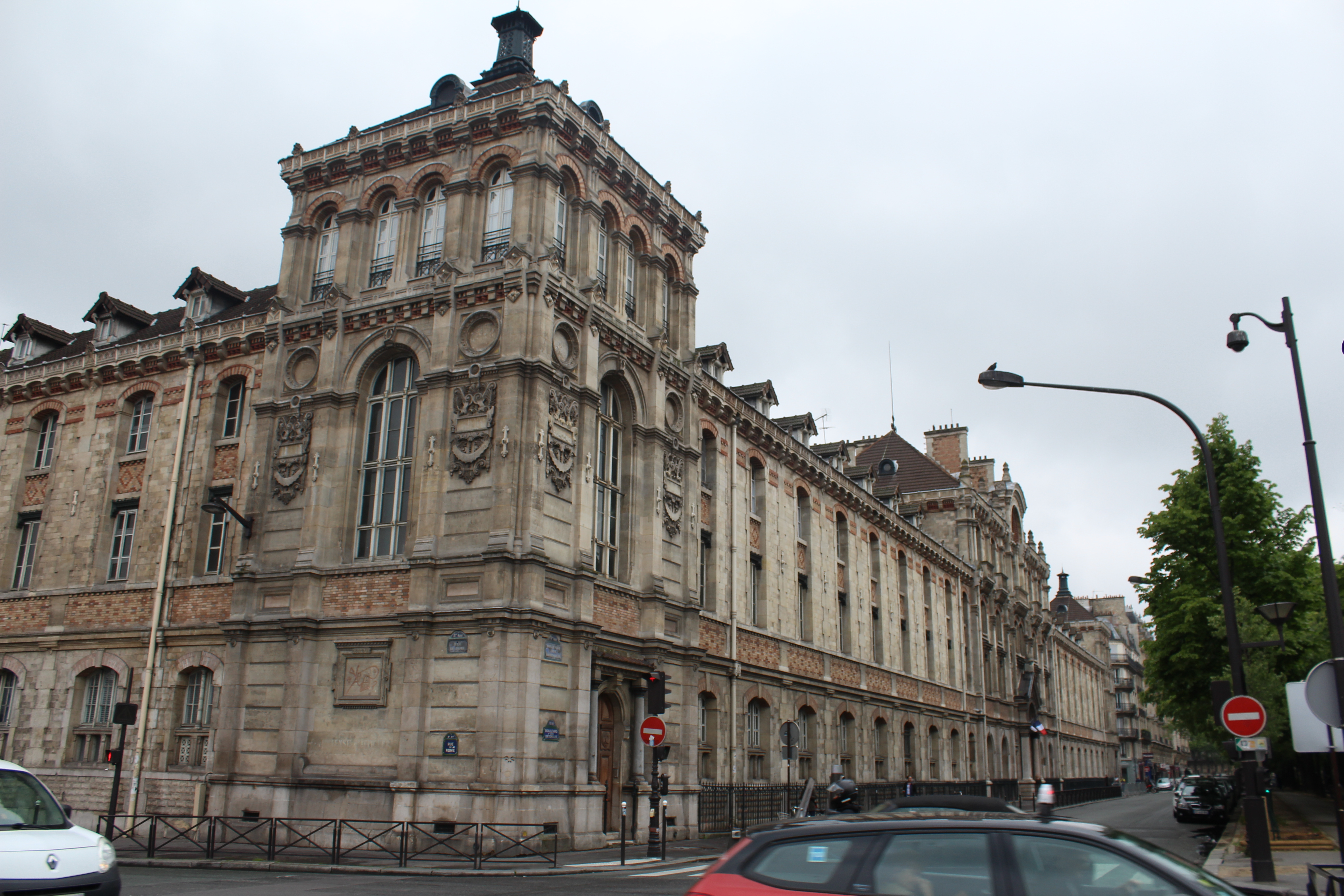
Le lycée Chaptal (anciennement collège Chaptal) à Paris.

D'ascendance tourangelle par son père Raoul Roche, et normande par sa mère née Jeanne Gossaume, commençant à peindre en 1903, Marcel Roche effectue, après l'école communale, ses études secondaires de 1903 à 1908 au collège Chaptal, boulevard des Batignolles à Paris. Après l'obtention de son baccalauréat, il entre en 1909, avec le soutien de sa mère — son père, à l'encontre, le destinant à la médecine —, à l'École des beaux-arts de Paris où il est élève de Fernand Cormon. C'est ensuite plus librement qu'il travaille à l'Académie Julian dans l'atelier d'Adolphe Déchenaud et qu'au musée du Louvre il étudie les œuvres de Jean Fouquet, Jean Siméon Chardin, Gustave Courbet et Paul Cézanne.
L'année 1912 est à la fois celle de ses plus anciennes toiles répertoriées (des vues de Montmartre et de Groslay, dans la banlieue nord de Paris), de sa première participation au Salon d'automne et de son départ pour le service militaire à Orléans. Engagé au 131e régiment d'infanterie en 1914, Marcel Roche est grièvement blessé par balle le 22 août, au combat du Grand-Bailly, près de Longuyon, qu'en 1917 il relatera dans un livre d'artiste écrit et enluminé par lui-même, calligraphié et relié par Otis Oldfield (en). Il est évacué et soigné à l'hôpital militaire d'Auch avant d'être réaffecté en 1915 dans le service auxiliaire à la caserne d'Orléans où il réalise de nombreux dessins de scènes animées et de portraits de ses camarades de chambrée. Il est démobilisé le 22 mars 1919.
Après son voyage de 1931 en Grèce et surtout en Égypte où le mécénat du baron Georges de Menasce, fils de Félix de Menasce, banquier d'origine austro-hongroise installé à Alexandrie, lui vaut une importante exposition, Marcel Roche est, entre 1934 et 1939, devenu conseiller artistique de la Compagnie parisienne de distribution d'électricité, directeur et organisateur d'un nouvel et éphémère Salon de la lumière, s'appuyant sur le constat qu'« un art nouveau de la lumière surgit des techniques permettant par l'électricité la production de grandes puissances » et réunissant des décorateurs, des architectes (Urbain Cassan, Robert Mallet-Stevens) et des peintres comme lui « gagnés à l'art de la lumière » (Raoul Dufy, Robert Delaunay, Jean Crotti).

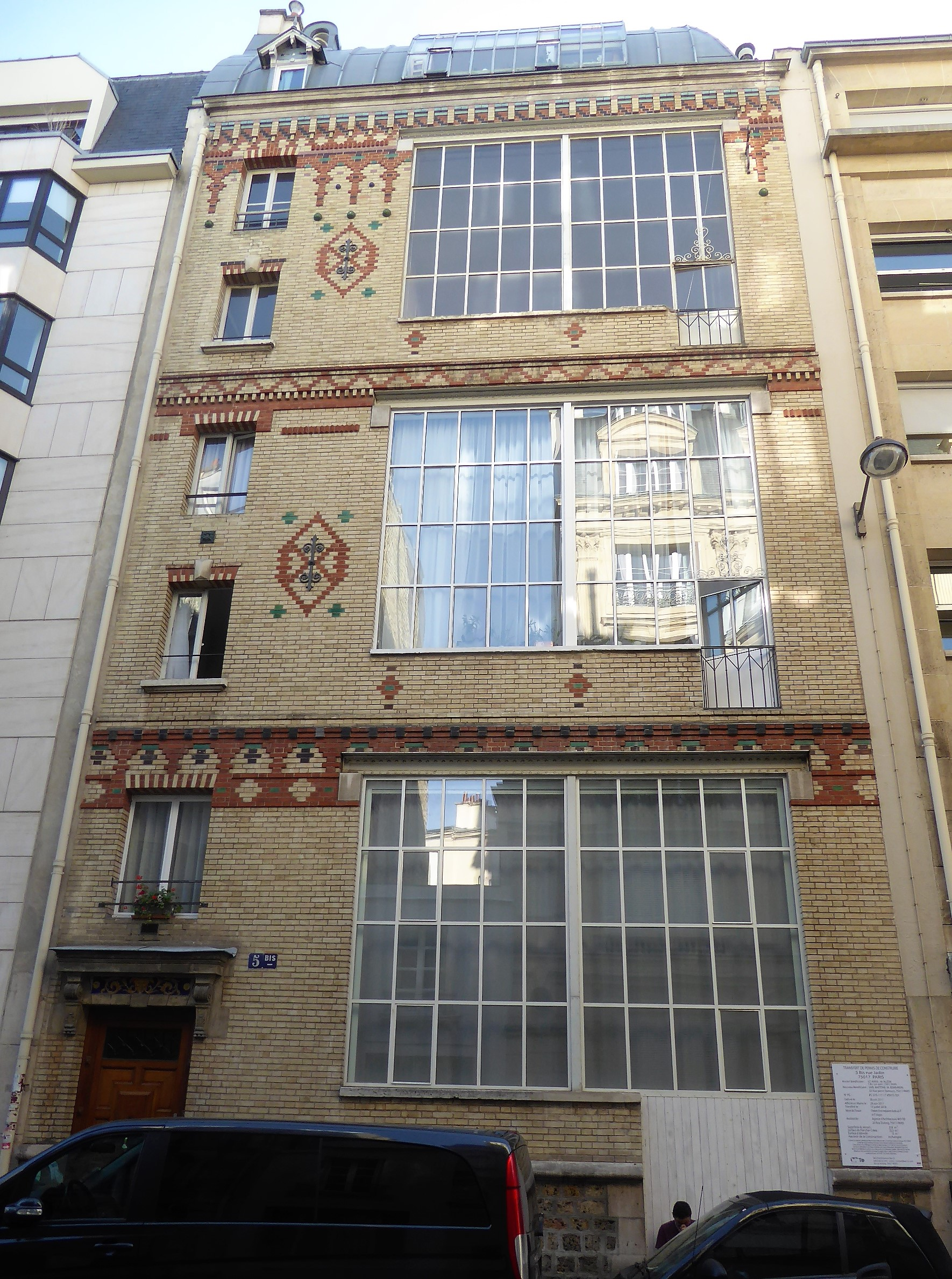
5 bis, rue Jadin à Paris.

C'est à partir de 1945, au terme de la Seconde Guerre mondiale où, directeur du camouflage du ministère de l'Armement, il mit au point une peinture à la boue efficace en matière de dissimulation des bâtiments et homologuée par le Génie militaire, que Marcel Roche s'intéresse à la gravure, redécouvrant la trichromie en taille-douce du XVIIIe siècle. Outre cette technique, il pratique l'eau-forte, la pointe-sèche, la gravure au burin et la lithographie qu'il enseigne à l'école de préparation professionnelle dirigée par Suzanne Hulot et située au 34, rue de l'Yvette à Paris. Membre de la Société des peintres-graveurs français — il en sera sociétaire en 1947 et vice-président en 1951 —, l'ensemble de son œuvre gravé est évalué à 600 estampes.
Il vécut au 5 bis, rue Jadin dans le 17e arrondissement de Paris.
Marcel Roche meurt le 4 mars 1959, quelques jours après le vernissage de son exposition à la galerie Vendôme à Paris.
Une aquatinte de Claude Breton (1928-2006) — professeur de gravure aux Ateliers Beaux-Arts de la Ville de Paris, qui était son neveu — dont des exemplaires sont conservés à Paris au département des estampes et de la photographie de la Bibliothèque nationale de France et au musée d'Art moderne de la ville de Paris, représente l'intérieur de l'atelier de Marcel Roche, rue Jadin.

## Œuvre

### Peinture et aquarelle
L'œuvre peint de Marcel Roche est évalué à plus de 2 000 toiles et 300 aquarelles. Y figurent :
- les paysages restituant ses villégiatures : Bretagne (Bréhat), 1919 ; Auvergne et Aveyron (Entraygues-sur-Truyère), 1920. Espagne et Normandie, 1921 ; Saint-Tropez, Maroc (voyage avec Charles Vildrac), Île-de-France (thème des églises de campagne), Normandie (Honfleur), 1926-1929 ; Provence, Grèce, Égypte, 1931 ;
- des scènes d'intérieur rustiques et paysannes : « dans ses intérieurs, lorsque la demeure déploie ses mesures paysannes, un calme comme religieusement attentif étouffe tout bruit »[11] ;
- des nus ;
- des natures mortes : « Il a su peindre comme personne peut-être le pain, un pain rond sur une table près d'un verre de vin, sa chaleur dans la pénombre »[12].

### Fresque
- Creil, lycée Jules-Uhry (anciennement école nationale professionnelle de jeunes filles) : fresques, entre 1940 et 1944.

### Contributions bibliophiliques
- René Morand, Poèmes, bois gravés de Marcel Roche, Paros, Éditions Marcel Seheur, 1922.
- Alphonse Daudet, Les amoureuses, précédé de Retour sentimental vers Alphonse Daudet de Henri Béraud, illustrations de Marcel Roche, Paris, Librairie de France, 1924.
- Xavier Forneret, Morceaux choisis, dessins de Marcel Roche, Éditions La Pipe en écume, 1941.
- J. Bourguignon, Henri Mondor et Jean Porcher (avant-propos d'André Maurois), Hommage au docteur Lucien Graux, six eaux-fortes par Marcel Roche et André Clot, une lithographie par Robert Wehrlin, 210 exemplaires numérotés, Manuel Bruker, 1947.
- Jules Michelet, Présentation de la France : avant 1870, 67 eaux-fortes originales de Marcel Roche, 170 exemplaires numérotés, Paris, Éditions Manuel Bruker, 1948.
- Molière, Psyché, 36 gravures sur cuivre, onze vignettes en-têtes et cinq culs-de-lampe par Marcel Roche, 120 exemplaires numérotés, Les Bibliophiles franco-suisses, 1950.
- Virgile, Les Bucoliques, 35 gravures en taille-douce de Marcel Roche, Les Pharmaciens bibliophiles, 1954.
- Juliette Darle, Le chemin de la mer, dessins de Marcel Roche, Paris, Imprimerie J. Millas-Martin, 1958.

### Publications
- Marcel Roche, Le Temple de la Victoire, Éditions G. de Malherbe, 1919.
- Ouvrage collectif dont texte de Marcel Roche, Marcel Leprin et ses amis, Éditions du musée Galliera, 1964.

## Expositions

### Expositions personnelles
- Galerie des beaux-arts, Bilbao, 1921.
- Galerie Panardie, Paris, 1922.
- Marcel Roche. Huiles, aquarelles, galerie André, Paris, 1923.
- Galerie Marcel Bernheim, Paris, 1925, 1929[13].
- Galerie Druet, Paris, 1929, 1930[14], 1933, 1937.
- Galerie Baudrot, Alexandrie, 1931.
- Galerie Vildrac, Paris, 1935.
- Galerie Chabanon, Paris, 1941.
- Galerie Sélection, Tunis, 1942.
- Marcel Roche, gravures, galerie Le Garrec, 1950, 1955.
- Galerie Vendôme, Paris, novembre 1957[15], février-mars 1959 (Quarante tableaux récents)[16], octobre-novembre 1962.
- Galerie L'éclat de verre, Versailles, 1983.
- Rétrospective Marcel Roche, église Sainte-Foy, Mirande, 1986.
- Rétrospective Marcel Roche, musée d'Art et d'Histoire de Draguignan, avril-juin 2005[17].
- Marcel Roche. Mémoires de guerre : dessins, musée des Beaux-Arts d'Orléans, d'octobre 2012 à janvier 2013[18].

### Expositions collectives
- Salon d'automne, Paris, à partir de 1912, sociétaire en 1921, trésorier en 1945[19]. Quelques envois : Pastorale normande, 1921 ; Le repas rustique, 1941 ; Les quais, 1955 ; Repos des paysans, 1957.
- Exposition d'art français, Moscou, 1913.
- Salon des anonymes, galerie Barbazanges, Paris, 1921.
- Salon des indépendants Paris, à partir de 1921[2]. Quelques envois : La fête à Villequier, 1921.
- Salon des aquarellistes, galerie Marcel Bernheim, 1923.
- Yves Alix, René Durey, André Favory, Wilhelm Gimmi, Marcel Roche, Henry de Waroquier, galerie Marcel Bernheim, 1923[2].
- Salon des Tuileries, Paris, de 1924 à 1954[2].
- Saint-Tropez et ses peintres, Galerie Marcel Bernheim, Paris, 1929[20].
- Paul Colin, Moïse Kisling, Jacques Henri Lartigue, Marie Laurencin, Henri Lebasque, Marcel Roche, galerie Jean Pascaud, Patis, novembre 1934[21].
- Exposition universelle de 1937.
- Salon du dessin et de la peinture à l'eau, Paris, à partir de 1940[2].
- Quelques contemporains du cubisme. Les peintres Louis Charlot, Frédéric Deshayes, Charles Jacquemot, Pierre Ladureau, Raymond Renefer, Marcel Roche, Edmond Sigrist, Jules-Émile Zingg ; le sculpteur Robert Wlerick, galerie Breteau, Paris, 1942.
- Salon du trait, Paris, de 1945 à 1951[2].
- Les artistes du Salon d'automne, Vienne (Autriche), 1946.
- Salon populiste, Paris, de 1951 à 1953[2].
- Exposition de la Société des peintres-graveurs français, Bibliothèque nationale de France, Paris, novembre 1950.
- Salon des Tuileries, Paris, 1951[2].
- Maison de la pensée française, Paris, 1952.
- Salon des peintres témoins de leur temps, musée Galliera, Paris, 1952, 1953 (La chemise du dimanche, toile), 1955, 1956.
- L'École de Paris, galerie Charpentier, Paris, 1954.
- Salon international de l'art figuratif, Tokyo, 1957[2].
- Salon de l'estampe, Paris, 1958[2].
- Salon Terres Latines, Paris, 1958[2].
- De Bonnard à Georg Baselitz, dix ans d'enrichissements du cabinet des estampes, 1979-1988, Bibliothèque nationale de France, 1992[22].
- Marcel Roche et Claude Breton. Peintures, dessins et gravures, musée Simon-Segal (chapelle des Ursulines), Aups, septembre 2013.
- Sept artistes dans la Grande Guerre. Propagande et témoignages, musée de Nogent-sur-Marne, février-décembre 2014[23].
- Peintres de la nouvelle École de Paris. Anselme Boix-Vives, Jacques Busse, André Cottavoz, Jean Couty, Jean Fusaro, Alexandre Garbell, André Lauran, André Lhote, Pierre Palué, Marcel Roche, Georges Rohner, Maurice Savin, Jacques Truphémus, Claude Venard, Musée Palué, Tain-l'Hermitage, avril-août 2014.
- Claude Breton et Marcel Roche. Autour de la gravure et de l'estampe, les dix ans de l'Association des amis de Claude Breton et Marcel Roche, Atelier Gabrielle, Salernes, août 2018.
- Claude Breton et Marcel Roche, médiathèque de Salernes, septembre 2018.
- Marcel Roche et des artistes de “Taylor” dans la Grande Guerre, exposition en partenariat avec l'Association des amis de Claude Breton et Marcel Roche, Fondation Taylor, Paris, novembre 2018.

## Vente publique
- Claude Robert, commissaire-priseur, Vente de l'atelier Marcel Roche, hôtel Drouot, Paris, 17 avril 1967[24].

## Réception critique
- « Marcel Roche n'est pas de ceux qui cherchent à s'imposer par le tapage et l'outrance. Ce n'est pas dans son tempérament et il sait que, bien souvent, l'extravagance n'est que le masque de la médiocrité honteuse. Ses toiles solides, sobres, inspirent la confiance ; on sent qu'elles sont le fruit d'un travail obstiné et réfléchi. J'aimerais que parfois l'artiste s'abandonnât davantage ; mais ce souhait ne diminue en rien le plaisir que me donnent les œuvres d'un peintre authentique. » - François Fosca[14]
- « Marcel Roche a été un moment préoccupé de construction cubiste, mais d'une façon curieuse et qui révèle bien la mentalité foncièrement soumise au réel de ces peintres pour qui "la nature restera toujours au-dessus de ce qu'il est possible d'en faire"… Marcel Roche, François Eberl et Charles Kvapil se sont livrés ainsi à des études approfondies d'après les maîtres, tous sans exception ont aimé "la belle matière solide et dense". Leur métier se relie d'ailleurs non à la tradition classique de la peinture transparente , mais à celle de la peinture opaque de Franz Hals, Rembrandt et Chardin. » - Germain Bazin[25]
- « Il joint à l'amour passionné des êtres et des choses la sincérité, le talent qui permettent à l'artiste véritable de donner forme plastique à son émotion et de communiquer ses sentiments. Entendant par là qu'elles sont un acte de foi en la grandeur de l'homme, on peut dire que l'art de Marcel Roche, peintre d'aujourd'hui, s'épanouit en retrouvant la tradition de Claude Lorrain et Chardin. » - Jean-Pierre[26]
- « Ce peintre travaille la couleur avec le souci d'obtenir des aplats très fins malgré l'apparence rustique. Le dessin est affirmé, son rythme nous invite à découvrir, à pénétrer le mystère des structures naturelles, leurs rythmes et leurs lignes de force que l'artiste met à jour selon une démarche familière aux peintres abstraits. La lumière n'y est pas bannie et elle éclaire ces œuvres d'une source de vie. » - G.E.[15]
- « L'honnêteté et la sincérité d'un artiste qui, sa vie durant, a peint avec cœur ce qu'il aimait. Bien construites, équilibrées, ses peintures démontrent un souci constant : être le serviteur fidèle de la nature, de la beauté. Cela ne veut pas dire que la personnalité de l'artiste disparaissait derrière son sujet, mais que toujours son effort de compréhension, sa sensibilité, l'amenaient au dévouement complet envers ce qui enchantait ses yeux et entraînait son pinceau. » - J.M.[16]
- « Parmi les artistes qui jouèrent un rôle dans le mouvement révolutionnaire mené par Jean-Gabriel Daragnès, après la guerre d 1914-1918, Marcel Roche tente et réussit des gravures en couleur de grande qualité. » - André Warnod[27]
- « La prodigieuse science technique des tailles-douces de Marcel Roche […] » - Guy Dornand[28]
- « Technicien hors du commun, d'une main aussi fine que l'œil, Marcel Roche sut atteindre le sacré à travers les objets les plus usuels, il sut aussi remettre à l'honneur la technique de la gravure en trichromie. » - Jean Chabanon[11]
- « De nombreux critiques le considéraient, au début des années 1920, comme "l'un des fermes espoirs de la vraie peinture" pour ses scènes de baignades, ses nus dressés dans une pâte dense et robuste. Des souvenirs du cubisme se lisent sous l'équilibre de cette construction naturaliste qui rappelle souvent celle de Luc-Albert Moreau. » - Gérald Schurr[7]
- « Il avait un sens naturel de la composition qu'il a su développer, après 1945, plus soucieux de la profonde réalité plastique de l'objet, surtout dans des natures mortes construites qui communiquent l'authentique émotion de la réalité quotidienne. » - Dictionnaire Bénézit[29]

## Distinctions
- Croix de guerre 1914-1918.
- Grand prix, classe 17 bis, Exposition universelle de 1937.
- Chevalier de la Légion d'honneur.

## Collections publiques
En Algérie
- Alger, musée national des Beaux-Arts.
- Oran, musée national Zabana.

En Égypte
- Le Caire, musée égyptien.

Aux États-Unis
- Portland (Oregon), Portland Art Museum : Chat se chauffant, gravure[30].
- San Francisco, musée d'Art moderne.

En France
- Beuzeville, église Saint-Hélier : deux tableaux.
- Carpentras, bibliothèque Inguimbertine : Présentation de la France : avant 1870 de Jules Michelet, 67 eaux-fortes originales de Marcel Roche.
- Le Havre, musée d'Art moderne André-Malraux, .
- Orléans,musée des Beaux-Arts : une peinture et 21 dessins, donation Marie-Thérèse Breton-Delannoy[31].
- Paris :
  - Bibliothèque nationale de France : 22 août 1914. Le combat du Grand-Bailly, 1917, livre d'artiste manuscrit, exemplaire unique, texte de Marcel Roche calligraphìé à la plume et relié par Otis Oldfield (en), enluminures à la gouache de Marcel Roche[6].
  - département des estampes et de la photographie de la Bibliothèque nationale de France : 195 gravures, donation Claude Breton[22].
  - musée d'Art moderne de la ville de Paris[32] :
    - Roses au pot de Chine, gravure ;
    - Le Président Albert Sarraut, lithographie ;
    - Chemin bourguignon, burin ;
    - Plateau en Côte-d'Or, pointe-sèche ;
    - L'Atelier de Moïse Kisling, gravure.

  - musée d'Orsay : Nature morte aux fruits.
- Rennes, musée des Beaux-Arts.
- Tain-l'Hermitage, musée Palué[33].

En Israël
- Tel Aviv, musée d'Art.

Au Japon
- Tokyo, musée national de l'Art occidental.

## Collections privées référencées
- Roi Fouad Ier d'Égypte[2].
- Ramsey Collection, Hamilton (Texas), Nature morte[34].
- Philippe Noiret, Égyptiens, aquarelle 13x16cm[35].

## Élèves
- Louis Amalvy (1918-2003).
- Claude Breton (1928-2006).
- Marie-Thérèse Delannoy (1939-2020).
- Louis Leygue (1905-1992), sculpteur et graveur.
- Claude Roisse (né en 1931).
- Christiane Rosset (née en 1937), peintre officiel de la Marine.
- Yvonne Sassinot de Nesle (née en 1937), peintre-graveuse, puis costumière[36].